# Ludwig Wilhelm Wördehoff
Ludwig Wilhelm Wördehoff (* 14. Mai 1923 in Essen-Dellwig; † 27. März 2015 ebenda) war ein deutscher Politiker der SPD.

## Ausbildung und Beruf
Ludwig Wilhelm Wördehoff erlangte nach der Volksschule und Mittelschule 1939 die Mittlere Reife. Er durchlief eine kaufmännische Lehre im Einzelhandel, die er mit der Kaufmannsgehilfenprüfung abschloss. Eine Elektroinstallateurlehre schloss er mit der Facharbeiterprüfung ab; 1948 erfolgte die Meisterprüfung. Danach war er als Elektromeister in Handwerk und Industrie tätig. Wördehoff war als Schwerkriegsbeschädigter Mitglied im Reichsbund der Kriegsopfer.

## Politik
Ludwig Wilhelm Wördehoff war seit 1946 Mitglied der SPD und führte zeitweise den SPD-Ortsverein Gerschede. Von 1956 bis 1961 und erneut von 1969 bis 1975 war er Ratsherr und Vorsitzender des Verkehrsausschusses des Rates der Stadt Essen. Als Vorsitzender im Bezirksausschuss Essen-Borbeck fungierte Wördehoff von 1965 bis 1969. Von 1970 bis 1975 war er Mitglied der Landschaftsversammlung Rheinland. Als Vorsitzender und Mitglied des Verbandsbeschlussausschusses des Siedlungsverbandes Ruhrkohlenbezirk war er von 1969 bis 1976 tätig.
Er war Mitglied der Gewerkschaft Öffentliche Dienste, Transport und Verkehr.
Ludwig Wilhelm Wördehoff war vom 28. Mai 1975 bis zum 29. Mai 1985 direkt gewähltes Mitglied des 8. und 9. Landtages von Nordrhein-Westfalen für den Wahlkreis 065 Essen III bzw. für den Wahlkreis 076 Essen II. Er war stellvertretender Vorsitzender des Kulturausschusses in NRW.
Wördehoffs politische Positionen waren widersprüchlich, seine Politik polarisierte.
So erregte er Ende der 1970er-Jahre wegen seiner herabwürdigenden Äußerungen über sozial Schwache landesweites Aufsehen: Eine vom Westdeutschen Rundfunk ausgestrahlte TV-Dokumentation - die sich kritisch mit der Lage benachteiligter Schichten im Essener Stadtteil Bergeborbeck auseinandersetzte („Bergeborbecker Notizen“) - nannte er einseitig. Vielmehr – so Wördehoff live im Fernsehen – hätte der Sender auch „wertvolle“ Menschen zeigen müssen, mit denen er sozial etablierte Menschen meinte.
Bestrebungen für die Erhaltung der Siepentallandschaft im damals immissionsmäßg besonders belasteten Städtedreieck Oberhausen / Mülheim / Essen und den Widerstand gegen den Bau der Bundesautobahn 31 Emden-Bonn („Ostfriesenspieß“) durch dieses Gebiet tat er als abwegig ab. Die dazu erstellten wissenschaftlichen Gutachten bezeichnete er als „Gutachteritis“, die „uns allesamt verdummen soll.“
Die in Bund, Land und Kommunen für den Abschnitt von Bottrop nach Süden beschlossene Aufgabe der A 31 versuchte er später zu unterlaufen. Er schlug an Stelle der Autobahn den Bau von mindestens vierspurigen Landstraßen in der Trasse der A 31 vor. Dies würde zu einer „A 31 durch die Hintertür“ führen, wie in der Presse zur „Überraschung an der SPD-Basis“ getitelt wurde.
Da der Slogan des SPD-Parteivorsitzenden Willy Brandt „Blauer Himmel über dem Ruhrgebiet“ vor allem hier zündete, geriet Wördehoff nun vollends ins gesellschaftliche Abseits, eine erneute Kandidatur für den Landtag scheiterte.
Wördehoff verließ die SPD und schloss sich dem Essener Bürger Bündnis an, blieb aber auch in neuer politischer Umgebung ohne weiteres Mandat.

## Stadtteilkulturelle Beiträge im Wahlkreis Borbeck
Als Vorsitzender des Kuratoriums der Landes-Musikakademie NRW unterstützte Wördehoff die Arbeit Borbecker Vereine insbesondere bei der Förderung des Chorwesens und der Kunst im öffentlichen Raum. Zu den stadtteilkulturellen Anliegen gehörte auch die Einbeziehung von Kindern in die karnevalistische Tradition.
Im Beirat des Borbecker Bürger- und Verkehrsvereins wirkte er an der Einführung der so genannten Maienmahlzeit als Forum für die Begegnung von Persönlichkeiten des öffentlichen Lebens und der Bürgerschaft mit.

## Veröffentlichungen
- „Borbecker Straßennamen“, Selbstverlag, Essen 1966. Ohne ISBN.
- „Borbeck - in seinen Straßennamen“, Rainer-Henselowsky-Verlag, Essen 1987. ISBN 3-922750-08-7.
- 1949 bis 1998 Freier Mitarbeiter der Wochenzeitung „Borbecker Nachrichten“